# Leo Eitinger
Leo Eitinger (12 de diciembre de 1912 – 15 de octubre de 1996) fue un psiquiatra, escritor y educador noruego. Fue un superviviente del holocausto que estudió el trauma psicológico inicial y tardía que experimentaron las personas que pasaron por la separación y primeros malestares psicológicos a una edad temprana, y que solo demostraron experiencias traumáticas en las décadas posteriores. Dedicó gran parte de su vida al estudio del trastorno por estrés postraumático entre los sobrevivientes del Holocausto, destacando figuras conocidas como el poeta Paul Celan (1920– 1970), el escritor Primo Levi (1919–1987) y muchos otros que se suicidaron varias décadas después de la experiencia.

## Primeros años
Leo Eitinger nació en Lomnice, Moravia, en el momento en que la ciudad era parte del Imperio austrohúngaro. Actualmente es la capital de Jihomoravský kraj, República Checa. Creció como el menor de seis hermanos en una familia judía de clase media, siendo el hijo de Salomon Eitinger (1877-1942) y Helene Kurz (1885-1936). Estudió medicina en la Universidad de Masaryk en Brno, graduándose en 1937. Huyó del holocausto y viajó a Noruega en calidad de refugiado, gracias a la ayuda de un pasaporte Nansen (Nansenhjelpen); posteriormente, en marzo de 1939, los alemanes se hicieron con el control de la República de Checoslovaquia. Llegando a Noruega, colaboró para que niños judíos lograran escapar de Checoslovaquia para establecerse en un orfanato judío en Oslo. Se le dio la autorización para trabajar como residente en una psiquiatría en Bodø, pero el permiso fue revocado cuando los nazis invadieron Noruega en 1940.

## Durante la Segunda Guerra Mundial
Desde enero de 1941, Eitinger se ocultó bajo tierra hasta que fue arrestado en marzo de 1942. Estuvo encarcelado en diversas partes de Noruega hasta que fue deportado el 24 de febrero de 1943, siendo enviado al campo de concentración de Auschwitz. En Auschwitz, Eitinger sirvió en el hospital de campo. Hacia el final de su confinamiento, fue enviado a Buchenwald. De los 762 judíos deportados desde Noruega hasta los campos de concentración alemanes, solo 23 sobrevivieron, entre ellos, Leo Eitinger.

## Psiquiatra del Holocausto
Después de la liberación de Noruega hacia finales de la Segunda Guerra Mundial, Eitinger retomó su práctica médica en Noruega, especializándose en la psiquiatría. Entre 1946 y 1948, fue asistente médico en el Hospital Rønvik, en Bodø. En 1950,se asoció con la clínica psiquiátrica de la Universidad de Oslo en el vecindario de Vinderen en el distrito de Vestre Aker.
En 1966 Leo fue nombrado profesor de psiquiatría en la Universidad de Oslo, y se convirtió en el jefe de la Clínica Psiquiátrica de la universidad.
Leo Eitinger destinó todo su tiempo y esfuerzo en el estudio del sufrimiento humano con énfasis en la clínica psiquiátrica, particularmente con la victimología y la psiquiatría de desastres. Encabezó diversos estudios históricos sobre los efectos físicos y psicológicos a largo plazo del estrés en su grado máximo, también sobre ser un refugiado.
Su trabajo confirmó que el índice de enfermedades mentales entre los refugiados era mucho más elevada que la población en general. Eitinger publicó numerosos trabajos relacionados con el mismo tema.
Eitinger fue miembro de la junta y entre 1963 y 1967, presidió la Asociación Psiquiátrica de Noruega (Norsk Psykiatrisk Forening). Entre 1962 y 1987, también fue presidente de la Sección Psiquiátrica de la Comisión Forense y presidente del Congreso Nórdico de Psiquiatría (Nordiske psykiaterkongresser). Fue elegido miembro de la Academia Noruega de Ciencias en 1971, y también lo fue en varias asociaciones psiquiátricas y científicas internacionales. Ha sido condecorado con numerosas condecoraciones noruegas y extranjeras, incluyendo el Premio Fritt Ord (Fritt Ords pris) en 1988. En 1978, fue nombrado Comandante de la Orden de San Olaf.

## Vida privada
En 1946, se casó con Elisabeth (“Lisl”) Kohn (1914–1999). Leo y Lisl Eitinger dedicaron sus vidas a la promoción de los derechos humanos y a la lucha contra las injusticias y el racismo. Leo Eitinger falleció 1996, mientras que Lisl falleció en 1999. En su honor, la Universidad de Oslo estableció "El Premio Lisl y Leo Eitinger". El premio se ha concedido anualmente desde 1986, en reconocimiento al compromiso hacia asuntos relacionados con los derechos humanos, o el desempeño hacia investigaciones destacadas en psiquiatría.

## Principales obras
- Psykiatriske undersøkelser blant flyktninger i Norge, (1958)
- Alkoholisme og narkomani i Norge (1970)
- Mennesker blant mennesker (1985)